# (33483) 1999 GW4
1999 GW4 (asteroide 33483) é um asteroide da cintura principal. Possui uma excentricidade de 0.10460280 e uma inclinação de 8.68853º.
Este asteroide foi descoberto no dia 11 de abril de 1999 por Charles W. Juels em Fountain Hills.